# Lucien Bouclier
Pour les articles homonymes, voir Bouclier.
Lucien Bouclier, né le 27 octobre 1951 à Pontchy et mort le 29 novembre 1987 à Samoëns, est un spéléologue français.

## Biographie
Lucien Bouclier est né en 1951 à Pontchy, localité de Bonneville en Haute-Savoie. Il est décédé en 1987, à l'âge de 36 ans sur la montagne du Criou sur la commune de Samoëns.

## Activités spéléologiques
Lucien Bouclier fut l’un des acteurs marquant de la spéléologie haut-alpine entre 1975 et 1987, du fait de sa personnalité et de ses qualités d'explorateur.
Il débute en Chartreuse avec le club Ursus de Lyon.
Il pratique ensuite en Haute-Savoie avec plusieurs clubs.
Ses découvertes les plus importantes ont lieu dans le massif des Bornes avec le Spéléo-club d'Annecy, puis dans le désert de Platé et le Haut-Giffre avec le Groupe d'étude des karsts haut-alpins. Il explore ainsi : le gouffre du double S (−563 m) ; le réseau de la Tête des Verds-TV1 (−768 m). Deux mois avant sa disparition, il découvre et explore le gouffre Bub (−270 m) sur le désert de Platé.
À partir de 1982, il participe à des expéditions sur le massif de la Pierre Saint-Martin (cavités BU56, AN8), en relation avec l'ARSIP et le Groupe spéléologique des Hautes-Pyrénées de Tarbes. 
Il participe également à des prélèvements d'échantillons de remplissage sédimentaire dans plusieurs grands gouffres des Alpes et des Pyrénées avec Richard Maire.

## Sources
- « Les grandes figures disparues de la spéléologie française », Spelunca (Spécial Centenaire de la Spéléologie), no 31,‎ juillet-septembre 1988, p. 26-27 (lire en ligne, consulté le 13 novembre 2018)
- Delanghe Damien, Médailles et distinctions honorifiques (document PDF), in : Les Cahiers du CDS no 12, mai 2001.
- Association des anciens responsables de la fédération française de spéléologie : In Memoriam.
- Gudefin, G. (1987) : Lucien Bouclier est mort, in Spelunca (Paris) 1987 (28), p.VII.
- Maire, R. (1987) : Lucien Bouclier - Une lumière s'éteint au fond du gouffre, in Journal Le Messager (Haute-Savoie), 11 décembre 1987.
- Maire, R. (1988) : Lucien Bouclier - Notice nécrologique, in Spéléalpes (Annemasse), 1988 (11), 2 p.